# Lonchorhina aurita
Lonchorhina aurita là một loài động vật có vú trong họ Dơi mũi lá, bộ Dơi. Loài này được Tomes mô tả năm 1863.

## Hình ảnh

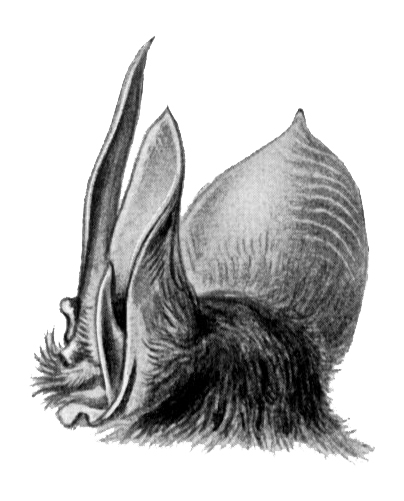
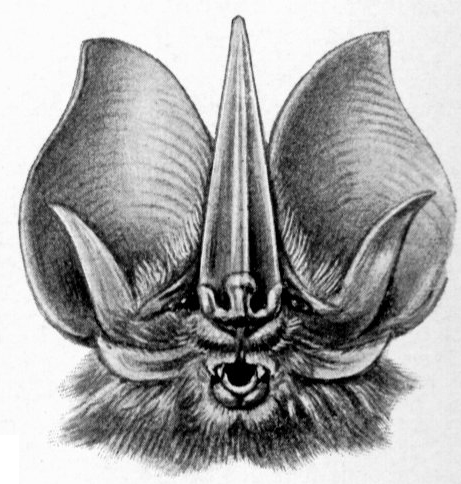
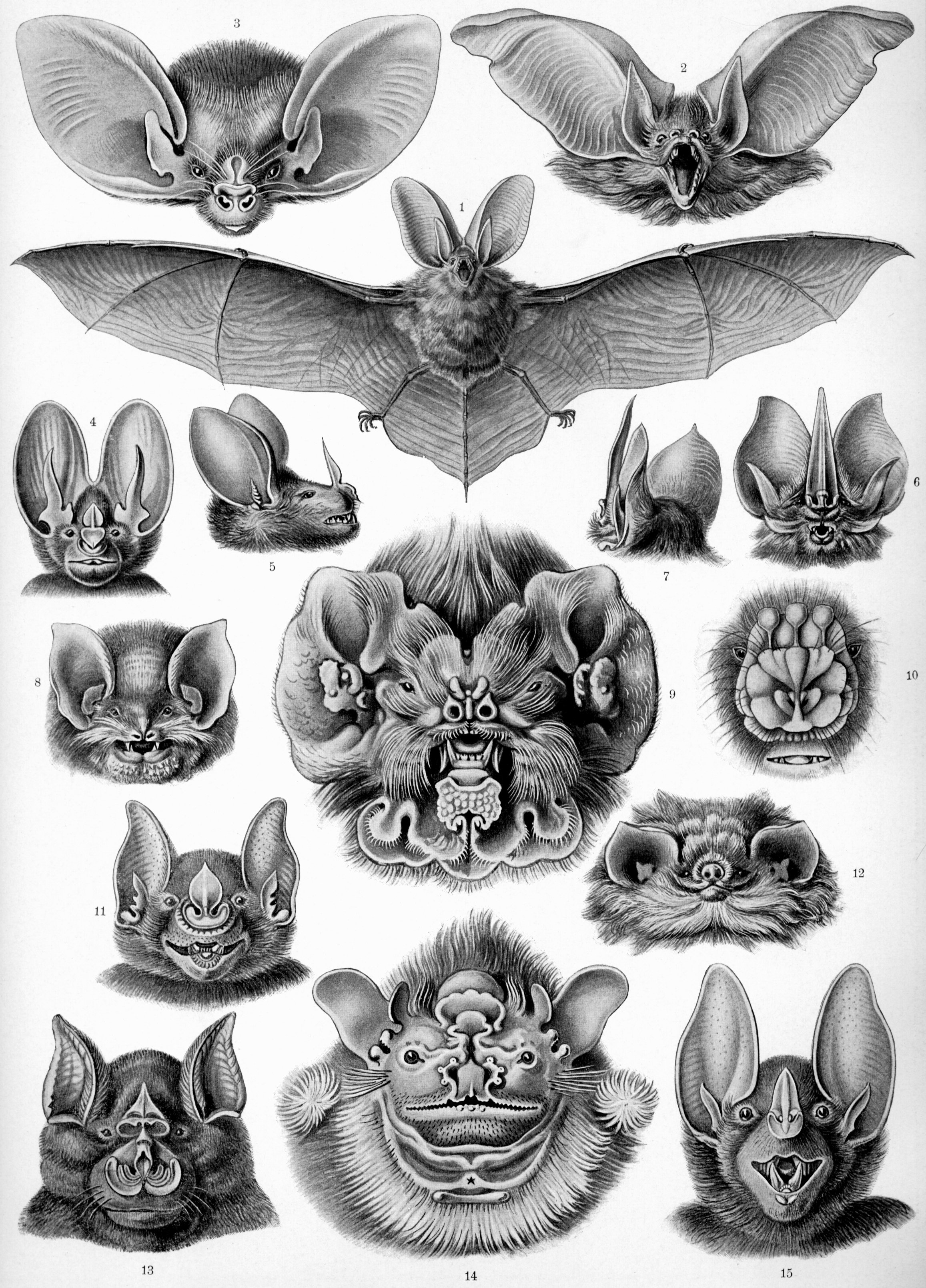